# 西吾妻山
西吾妻山（にしあづまやま）は山形県米沢市と福島県耶麻郡北塩原村の境界に位置する火山。磐梯朝日国立公園に属する。

## 概要
東西に主軸をもつ吾妻連峰を構成する山の一つで、標高は連峰最高の2,035m。奥羽山脈でも岩手山に次ぐ高峰である。連峰の西側の主稜に位置し、稜線の北北東に中大巓（なかだいてん、1,963.6m）、西南西に西大巓（にしだいてん、1,981.8m）が続く。山頂に三角点は無く、樹林に囲まれ、眺望はきかない。
吾妻連峰の東側には、東吾妻山、一切経山があり、中央には東大巓、中吾妻山がある。

## 火山
吾妻連峰は海底から隆起した新第三紀層を基盤岩とし、その標高は1,400-1,500mと高く、土湯峠や谷地平湿原にその露頭がみられる。火山噴出物の層は、厚いところで500-600m程度である。西吾妻山は、成層火山型を呈し、山頂には火口が確認される。火山活動は、更新世中期の終わり頃に始まり、更新世末期には原形ができあがったと推定されている。

## 植物
標高1,400m以上は山頂までオオシラビソ、コメツガ 、キタゴヨウなどの亜高山帯針葉樹林に覆われ、標高1,400m未満にはブナ帯林が広がる。林床には、チシマザサが優占し、モミジカラマツ、ハリブキ、ゴヨウイチゴ、カニコウモリ、ツバメオモトなどがみられる。
山頂稜線の雪田草原には、モウセンゴケ、ワタスゲ、チングルマ、イワカガミ、ヒナザクラ、ネバリノギラン、キンコウカ、ミヤマリンドウ、イワイチョウ、アオノツガザクラ、コバイケイソウ、ナンブタカネアザミ、ミヤマアキノキリンソウ、ハクサンフウロ、ウメバチソウ、シラネニンジンなどが咲く。

## 歴史
古くから信仰の対象の山であり、山頂北側の天狗岩には吾妻明神の吾妻神社が祀られ、修験道の山とされた。江戸時代の文化年間に編纂された『新編会津風土記』には、「吾妻山　‥東吾妻・中吾妻・西吾妻トテ三山相並ヒ、西吾妻ハ檜原村ニ属セリ、昔日本武尊ヲ祭レル社アリ、故ニ名ケリト云、･･」とある。

## 登山
- 裏磐梯のグランデコスノーリゾートからゴンドラに乗車し、ゴンドラ終点から西大巓まで1時間40分。山頂までさらに55分。
- 白布温泉からロープウェイに乗車し天元台スキー場へ、リフト3基を乗り継ぎ、リフト終点の北望台から人形石分岐まで35分。山頂までさらに1時間15分。
- 白布温泉から若女平を経由して山頂まで4時間25分。
- 西吾妻スカイバレーの白布峠から西大巓まで2時間50分。山頂までさらに55分。
- 桧原湖北岸の早稲沢からデコ平の分岐を経て西大巓まで3時間25分。山頂までさらに55分。
- その他、一切経山方面から稜線を縦走するコースがある。

山頂近くには無人の西吾妻小屋（40人程度収容）が設置されている。

## 参考画像

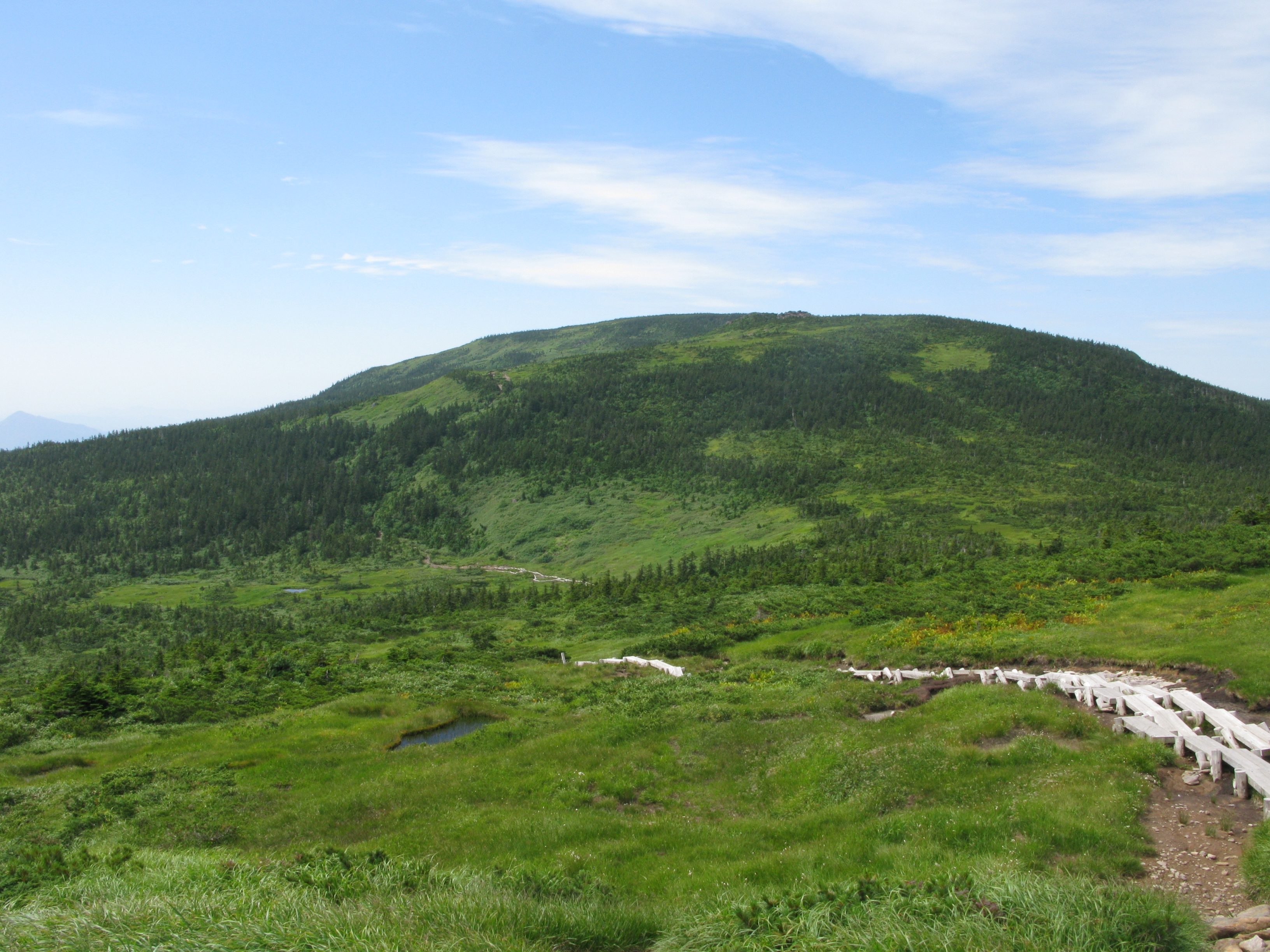
中大巓から西吾妻山
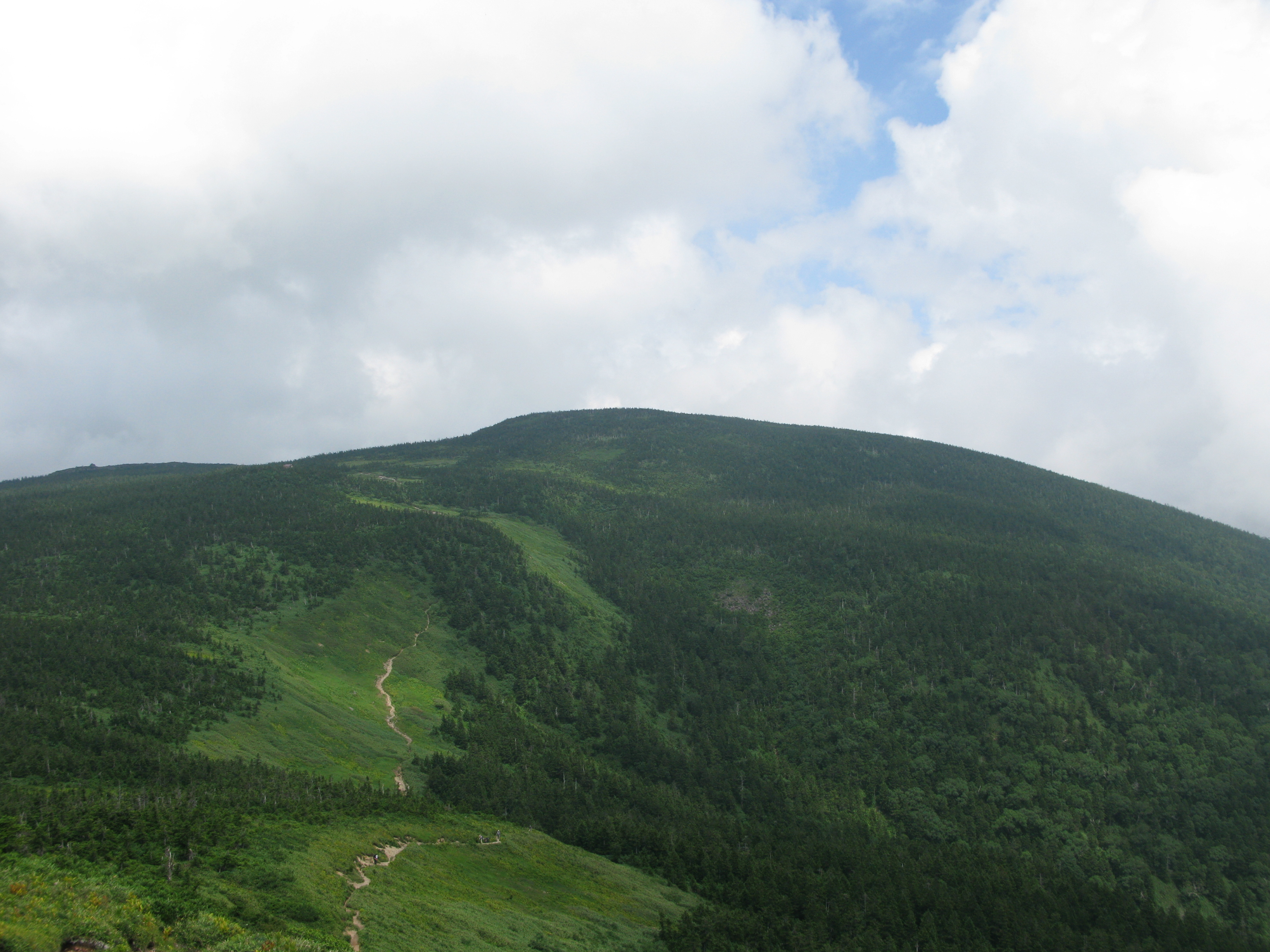
西大巓から西吾妻山
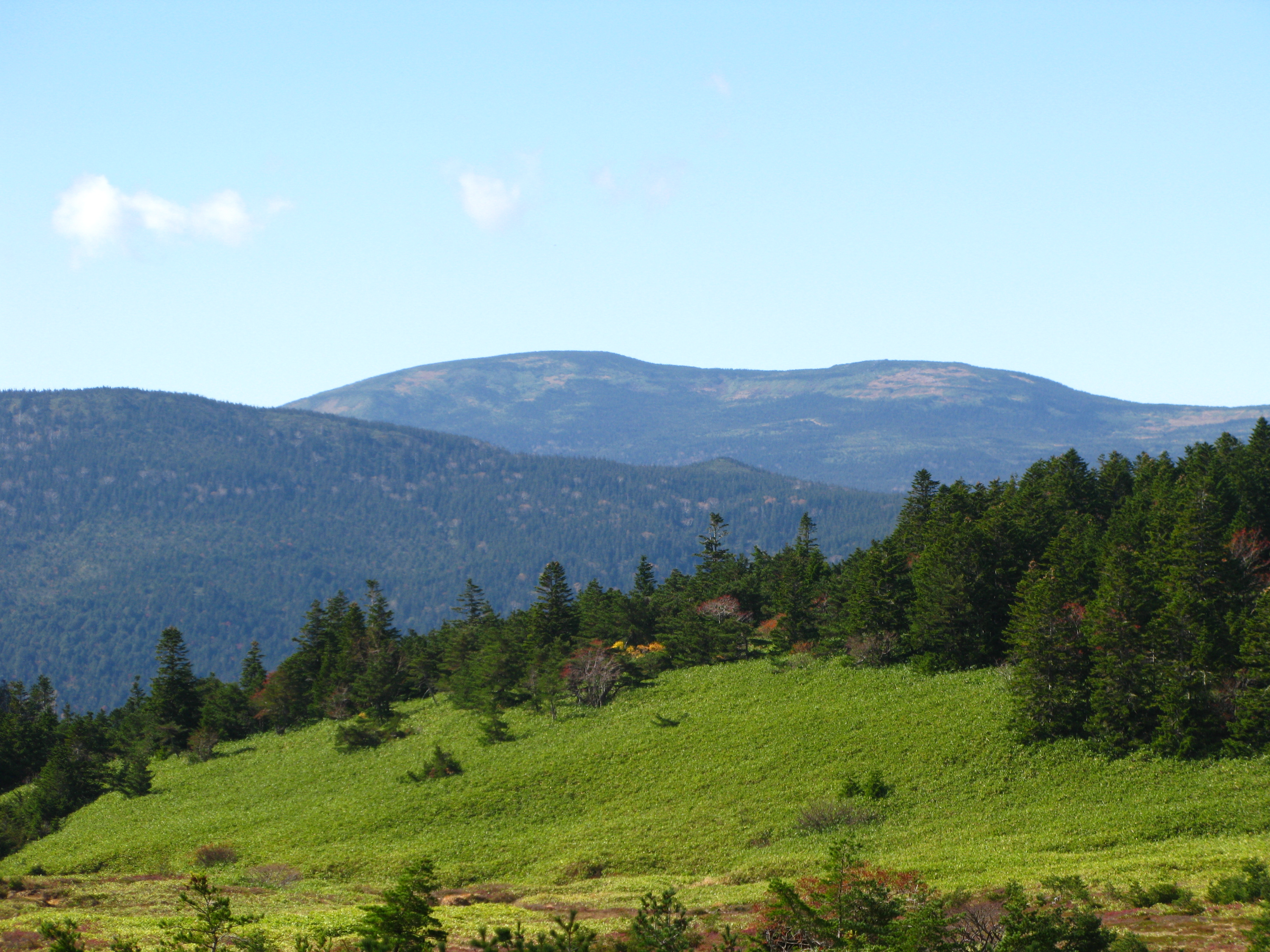
一切経山の五色沼から西吾妻山（奥の左）
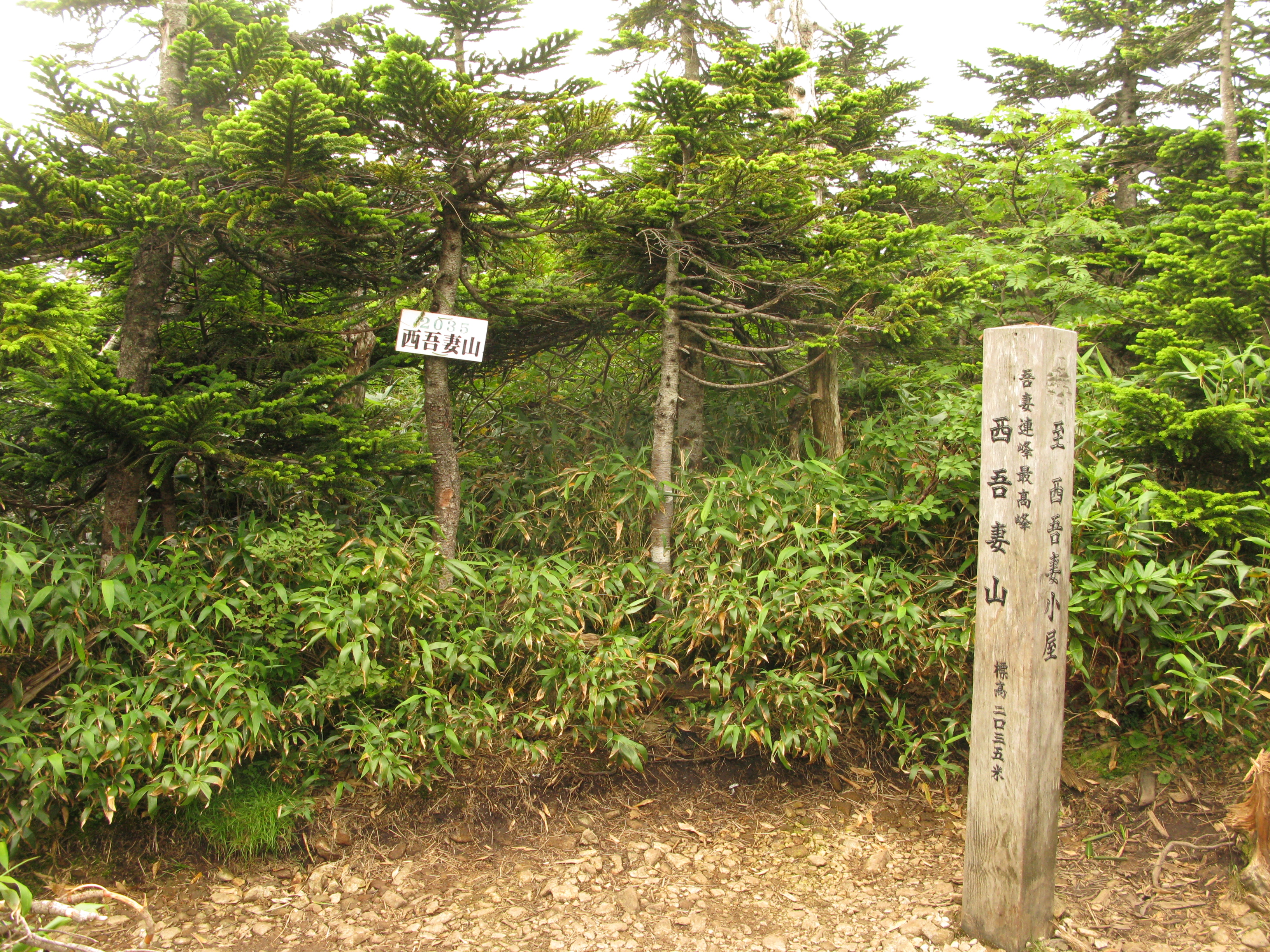
眺望のきかない山頂
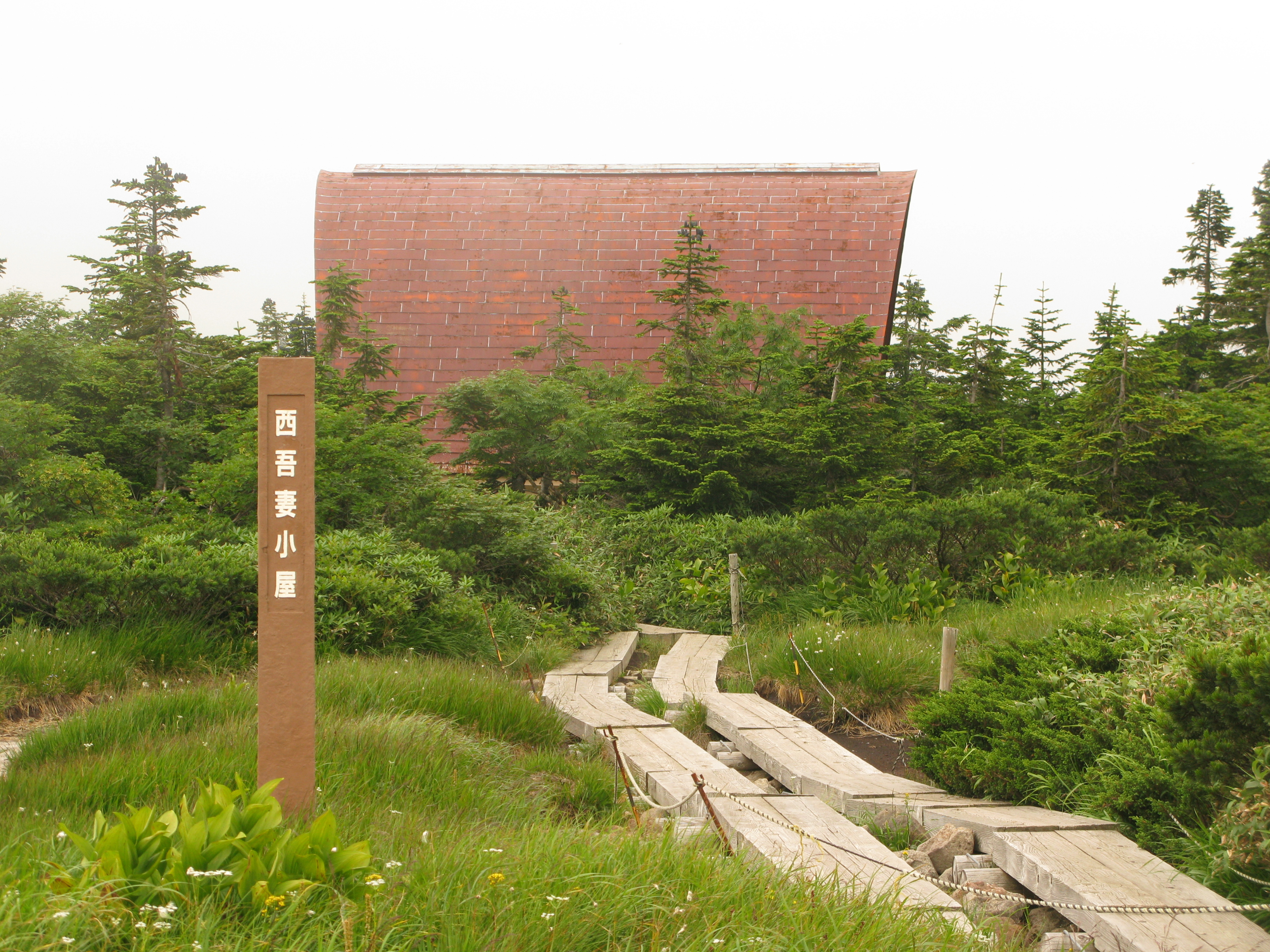
山頂付近の避難小屋「西吾妻小屋」
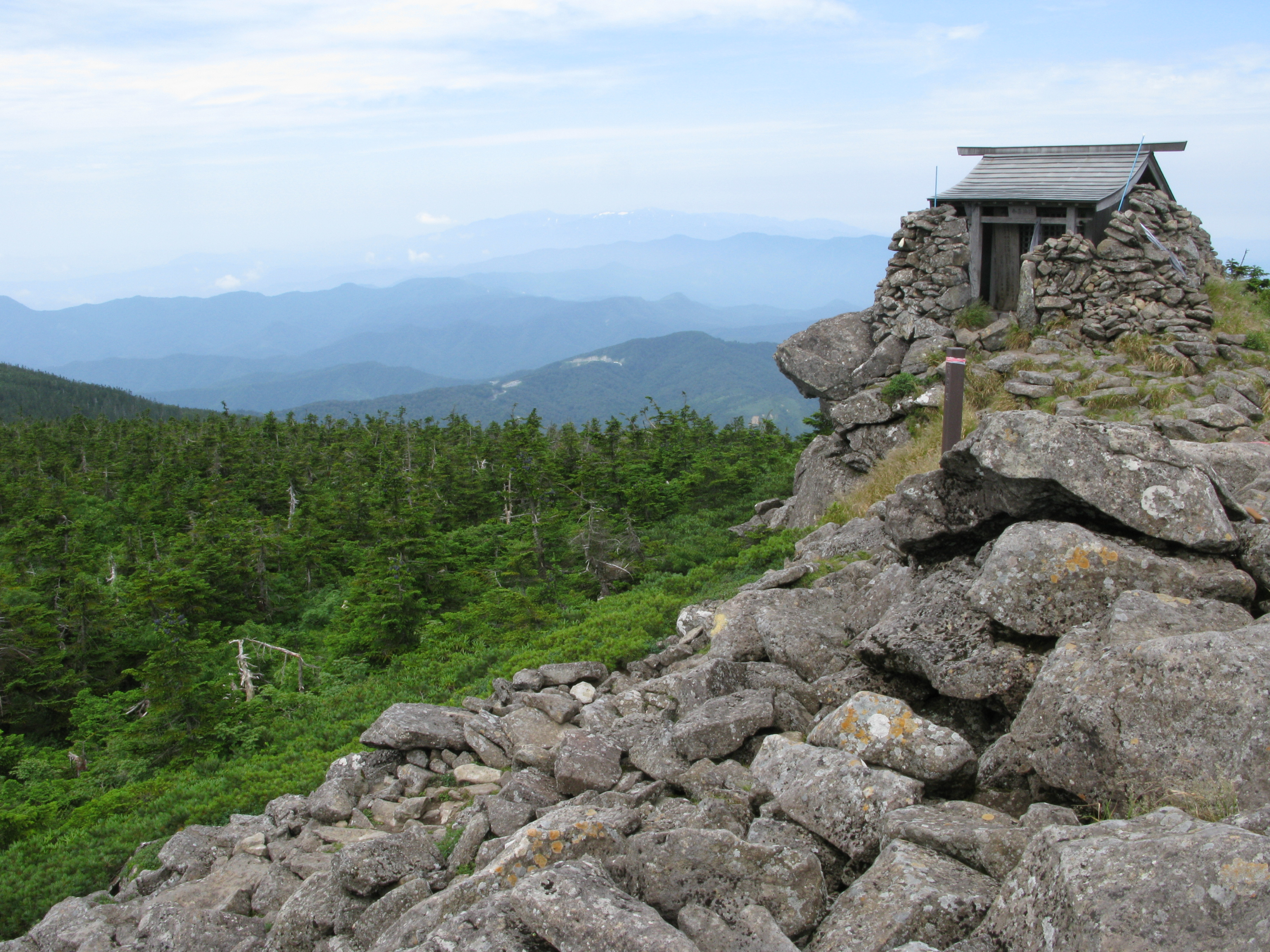
天狗岩の吾妻神社
西吾妻山の樹氷
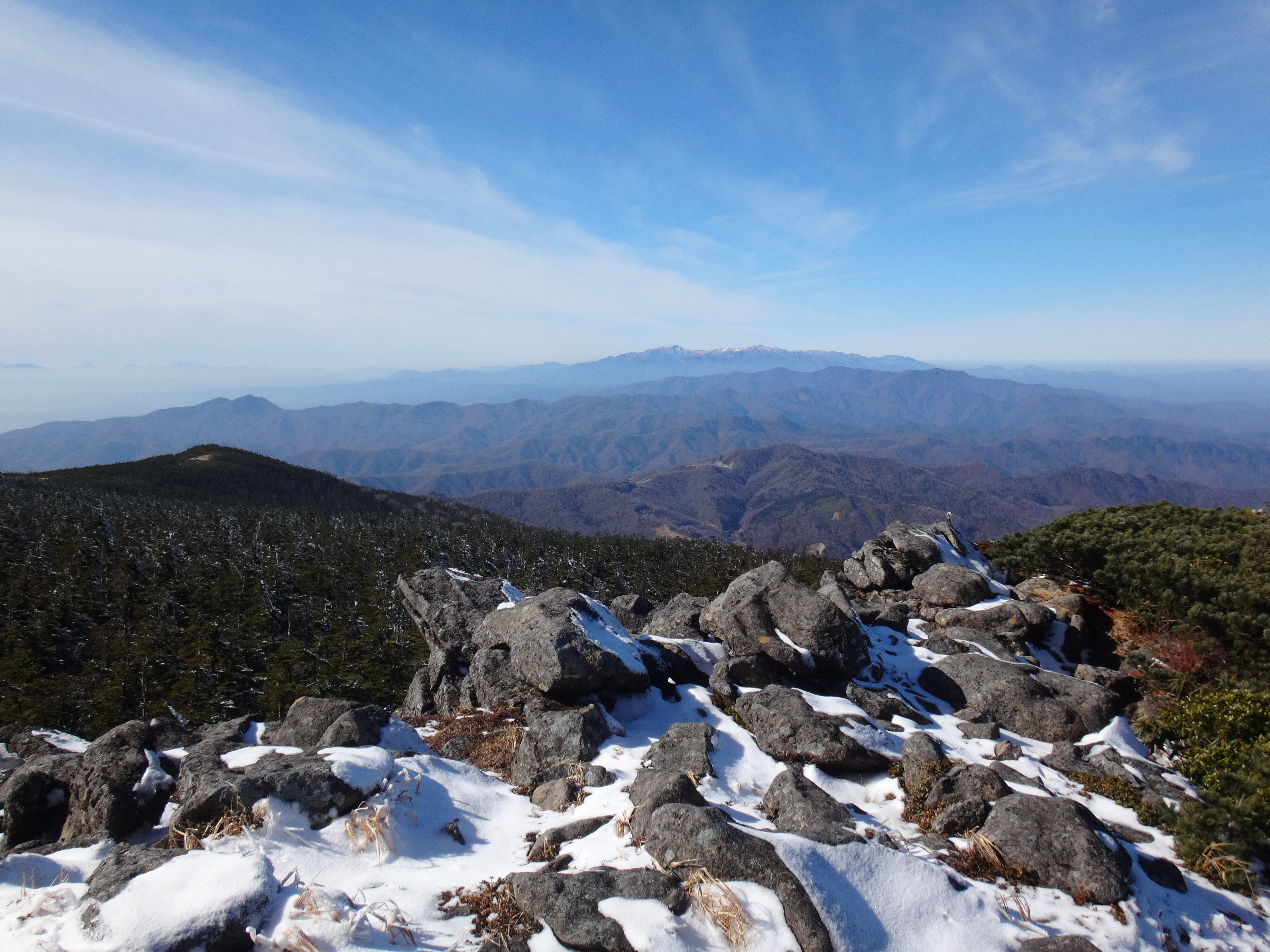
天狗岩から飯豊連峰を望む
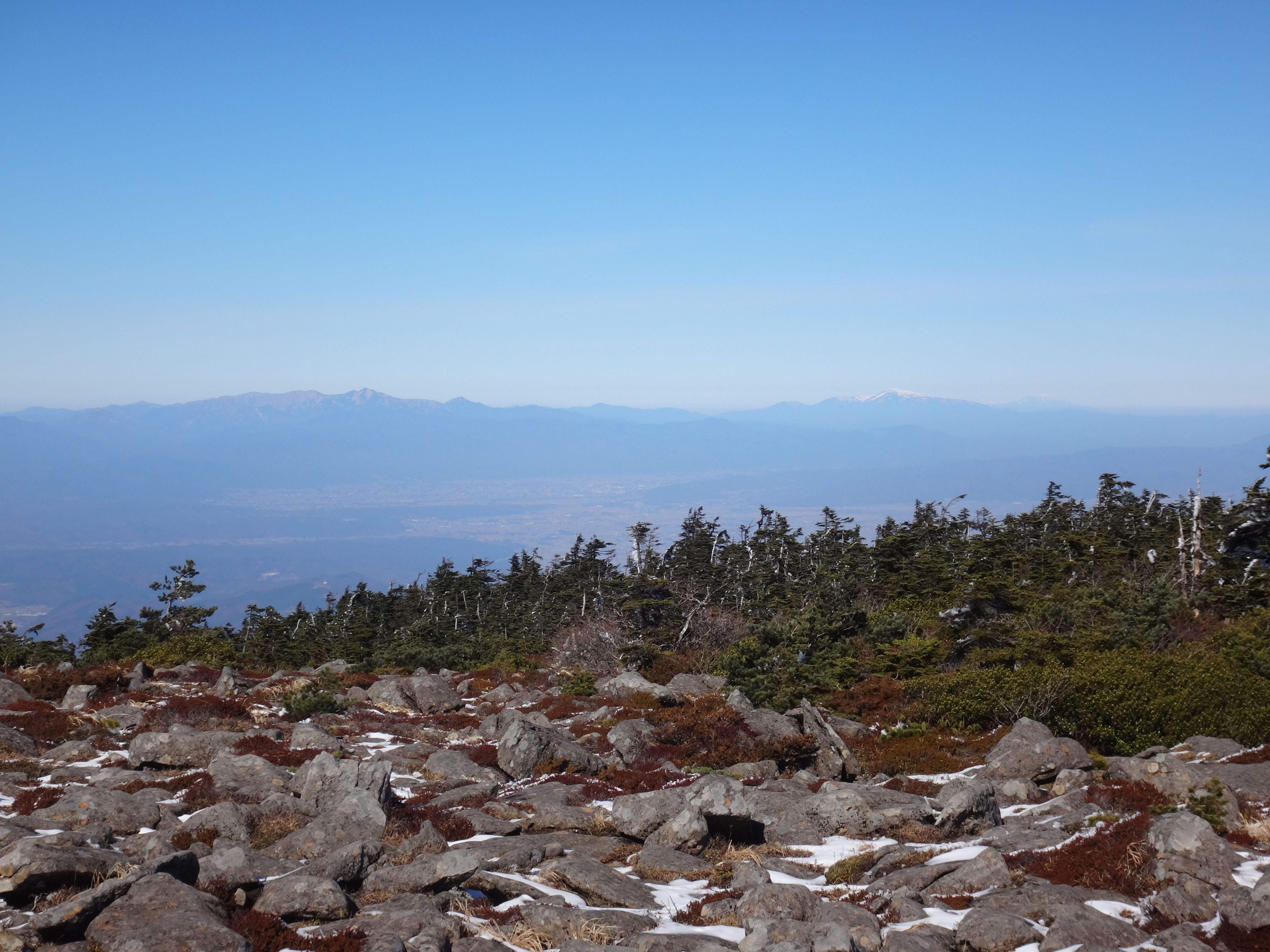
天狗岩から朝日連峰（左）、月山（右）、鳥海山（右奥）を望む